# Prostitution à Oman
La prostitution à Oman est illégale, mais des femmes d'Europe de l'Est, d'Asie du Sud, d'Afrique du Nord et de Chine se livrent à la prostitution dans le pays. La prostitution se produit dans les bars, les hôtels, les discothèques, les maisons closes, les salons de massage et les clubs de santé.
Le trafic sexuel est un problème à Oman.

## Situation juridique
Seuls les rapports sexuels au sein d'un mariage légal sont autorisés. Le pratique du sexe par les femmes en dehors du mariage légal est criminalisée en tant que Zina (sexe illégal, adultère, fornication). Ce sont les femmes, et non leurs clients, qui sont légalement sanctionnées pour le travail du sexe, passible d'une peine de prison de trois à cinq ans. Vivre des produits de la prostitution est un délit, passible d'une amende et jusqu'à trois mois d'emprisonnement (code pénal article 221),. En outre, tout étranger qui commet un acte contre "l'ordre public ou les bonnes mœurs" ou qui n'a pas de source légale de revenus peut être expulsé (loi 16 de 1995, articles 31[1] et 31[5]).
Les répressions policières sont fréquentes. 43 femmes sont arrêtées lors d'opérations à Bausher en décembre 2016 et plus de 100 lors de opérations simultanées à Al Khuwayr en août 2017.
Des centaines de femmes d'Asie du Sud-Est sont arrêtées pour prostitution et, en novembre 2016, la délivrance de visas de tourisme aux femmes d'Asie du Sud-Est est restreinte.
Au cours des 3 années précédant août 2017, 273 personnes sont arrêtées pour prostitution et sont toutes condamnées à une peine minimale de 3 ans de prison.

## Trafic sexuel
Oman est un pays de destination et de transit pour les femmes soumises au trafic sexuel, souvent par des ressortissants de leur propre pays, principalement originaires d'Asie du Sud et de l'Est et d'Afrique de l'Est et du Nord. Il y a des rapports anecdotiques selon lesquels les travailleuses domestiques originaires de pays sans présence diplomatique à Oman sont particulièrement vulnérables au trafic sexuel. Les travailleuses domestiques qui fuient leurs employeurs sont également vulnérables à la prostitution forcée.
Au cours des années 1990 et au début des années 2000, des jeunes femmes de l'ex-Union soviétique sont victimes de la traite à des fins de prostitution. En 2005, Oman ratifie la convention de 1959 de l'Organisation internationale du travail interdisant le travail forcé. À cette époque, les travailleurs migrants étrangers représentent 60% de la population d'Oman et leur niveau de vie est inférieur à la moyenne omanaise (Oman est classé comme en "développement humain moyen" par le Programme des Nations unies pour le développement).
Oman connaît un grave problème de traite des êtres humains impliquant des femmes et est considéré comme un pays de "niveau 2 " par le Bureau de surveillance et de lutte contre la traite des personnes du département d'État américain.